# Nick Borgens orkester
Nick Borgens orkester var ett dansband i Göteborg , med Nick Borgen som sångare. Bandet bildades 1990 och upplöstes 2003. Bandet hade flera hitlåtar på Svensktoppen.

## Diskografi

### Album
- Nick Borgens orkester - 1991
- We Are All the Winners - 1993
- Europa - 1994
- Maria - 1995
- Du e' vår allra bästa vän - 1996
- Hem igen - 1998
- Sista dansen - 2003

### Singlar
- När sommaren har gått/We Can Rock the Night Away/Vi - 1991
- O stora stund/Stilla natt/THis Boy - 1994
- Ingen annan e' som du - 1994
- Vill du följa med mig - 1999

## Melodier på Svensktoppen
- We Are All the Winners - 1993
- Du e' det finaste jag vet - 1993-1994
- Små minnen av dig - 1994
- Ingen annan e' som du - 1994
- Hur underbar du e' - 1997-1998
- Vill du följa med mig - 1999

### Missade Svensktoppens lista
- Ester Ophelia - 1996

### Fotnoter
1. ↑  ”Svenska dansband - Nick Borgens”. Arkiverad från originalet den 5 augusti 2016. https://web.archive.org/web/20160805035110/http://www.svenskadansband.se/img2839.search.htm. Läst 3 november 2008.
2. ↑  Artistförmedling - Nick Borgens Arkiverad 19 augusti 2010 hämtat från the Wayback Machine.
3. ↑  Aftonbladet 6 september 2003 - Dansbanorna blir en Borgen fattigare